# سطيح (جوهرة)

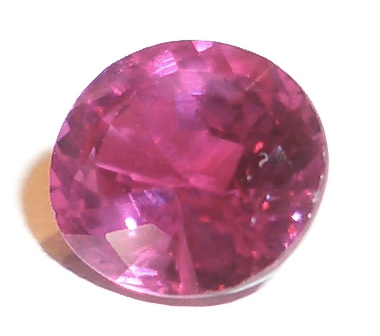
ياقوت مقطوع، مع جوانب مرئية.

السُّطَيح أو الوُجَيه (بالإنجليزية: Facets) هي ما يُرى في سطح الأشكال الهندسية. كان توضع السُّطيحات الطبيعي مفتاحًا للتطورات المبكرة في علم البلورات، لأنها تعكس التناظر الكامن في البنية البلورية. تُقطع الأحجار الكريمة من أجل تحسين مظهرها من خلال السماح لها بعكس الضوء.

## روابط خارجية
- عملية ترصيع الأحجار الكريمة - صور خطوة بخطوة من الحجر الخام إلى الأحجار الكريمة ذات الأوجه.